# 左丘明
左丘明（さきゅうめい、生没年不詳）は、中国春秋時代の人物。『論語』に登場する。
伝統的に『春秋左氏伝』や『国語』の作者とされているが、『春秋左氏伝』の偽作説とも関連し、不明な点が多い。

## 名前
「左丘明」という名前がどのように区切られるかは、諸説ある。
- 「左」が氏で、「丘明」を名とする。もっとも伝統的な説である[1]。
- 「左丘」が氏で、「明」を名とする[2]。
- 「左」は官職（左史）で、「丘」が氏、「明」を名とする[3]。

「左邱明」と書いてあることもあるが、これは孔子の名の「丘」を避諱したものである。

## 出身
伝統的に魯の人とされる。『魏書』地形志は、兗州東平郡富城県に左丘明の冢があると記す。

## 時代
『論語』公冶長篇では、孔子が左丘明を称えているため、孔子と同時代かそれより前の人と見られる。
『春秋左氏伝』の作者については、劉向『別録』にて、「左丘明が『左伝』を曽申（曽子の子）に伝え、曽申が呉起に伝えた」としている。このことからは孔子と同時代か、それより少し後の人と見られる。

## 失明説
『史記』太史公自序によると、左丘明は目が見えなかったという。

## 春秋左氏伝
『史記』十二諸侯年表に左丘明が『左氏春秋』を作ったことを述べ、『漢書』司馬遷伝も同様である。
ただし、『春秋左氏伝』の指す「左氏」が左丘明でないとする説も唐以来存在する。また、司馬遷の言う『左氏春秋』が現在の『春秋左氏伝』と同一の書であったかどうかは、劉逢禄以来の議論がある。

## 国語
『史記』太史公自序や『漢書』司馬遷伝では、左丘明を『国語』の作者でもあるとしている。

## 子孫
朝鮮氏族の済州左氏の始祖である左亨蘇は、左丘明の子孫とされる。